# Grande Prêmio do Brasil de 1987
Resultados do Grande Prêmio do Brasil de Fórmula 1 realizado em Jacarepaguá em 12 de abril de 1987. Primeira etapa da temporada, teve como vencedor o francês Alain Prost, da McLaren-TAG/Porsche, com Nelson Piquet em segundo numa Williams-Honda e Stefan Johansson em terceiro com a outra McLaren.

## Classificação da prova
| Pos. | Nº | Piloto             | Construtor             | Voltas | Tempo/Diferença   | Grid | Pontos |
| ---- | -- | ------------------ | ---------------------- | ------ | ----------------- | ---- | ------ |
| 1    | 1  | Alain Prost        | McLaren-TAG/Porsche    | 61     | 1:39:45.141       | 5    | 9      |
| 2    | 6  | Nelson Piquet      | Williams-Honda         | 61     | + 40.547          | 2    | 6      |
| 3    | 2  | Stefan Johansson   | McLaren-TAG/Porsche    | 61     | + 56.758          | 10   | 4      |
| 4    | 28 | Gerhard Berger     | Ferrari                | 61     | + 1:39.235        | 7    | 3      |
| 5    | 20 | Thierry Boutsen    | Benetton-Ford          | 60     | + 1 volta         | 6    | 2      |
| 6    | 5  | Nigel Mansell      | Williams-Honda         | 60     | + 1 volta         | 1    | 1      |
| 7    | 11 | Satoru Nakajima    | Lotus-Honda            | 59     | + 2 voltas        | 12   |        |
| 8    | 27 | Michele Alboreto   | Ferrari                | 58     | Spun Off          | 9    |        |
| 9    | 10 | Christian Danner   | Zakspeed               | 58     | + 3 voltas        | 17   |        |
| 10   | 3  | Jonathan Palmer    | Tyrrell-Ford           | 58     | + 3 voltas        | 18   |        |
| 11   | 4  | Philippe Streiff   | Tyrrell-Ford           | 57     | + 4 voltas        | 20   |        |
| 12   | 14 | Pascal Fabre       | AGS-Ford               | 55     | + 6 voltas        | 22   |        |
| Ret  | 18 | Eddie Cheever      | Arrows-Megatron        | 52     | Superaquecimento  | 14   |        |
| Ret  | 12 | Ayrton Senna       | Lotus-Honda            | 50     | Motor             | 3    |        |
| Ret  | 7  | Riccardo Patrese   | Brabham-BMW            | 48     | Pane elétrica     | 11   |        |
| Ret  | 8  | Andrea de Cesaris  | Brabham-BMW            | 21     | Diferencial       | 13   |        |
| Ret  | 17 | Derek Warwick      | Arrows-Megatron        | 20     | Motor             | 8    |        |
| Ret  | 21 | Alex Caffi         | Osella-Alfa Romeo      | 20     | Retirou-se        | 21   |        |
| Ret  | 24 | Alessandro Nannini | Minardi-Motori Moderni | 17     | Suspensão         | 15   |        |
| Ret  | 9  | Martin Brundle     | Zakspeed               | 15     | Turbo             | 19   |        |
| Ret  | 19 | Teo Fabi           | Benetton-Ford          | 9      | Turbo             | 4    |        |
| DSQ  | 23 | Adrian Campos      | Minardi-Motori Moderni | 3      | Largada irregular | 16   |        |
| DNS  | 16 | Ivan Capelli       | March-Ford             | 0      | Não largou        | 23   |        |

## Tabela do campeonato após a corrida
| Pos. | Piloto           | Pontos |
| ---- | ---------------- | ------ |
| 1    | Alain Prost      | 9      |
| 2    | Nelson Piquet    | 6      |
| 3    | Stefan Johansson | 4      |
| 4    | Gerhard Berger   | 3      |
| 5    | Thierry Boutsen  | 2      |

| Pos. | Construtor          | Pontos |
| ---- | ------------------- | ------ |
| 1    | McLaren-TAG/Porsche | 13     |
| 2    | Williams-Honda      | 7      |
| 3    | Ferrari             | 3      |
| 4    | Benetton-Ford       | 2      |

- Nota: Somente as primeiras cinco posições estão listadas. Entre 1981 e 1990 cada piloto podia computar onze resultados válidos por temporada não havendo descartes no mundial de construtores.